# جیا پنگ فانگ
جیا پنگ فانگ (انگلیسی: Jia Peng Fang؛ زادهٔ آوریل ۱۹۵۸ میلادی) موسیقی‌دان، آهنگساز و نوازندهٔ برجستهٔ ساز آرخو اهل چین است.
او دانش‌آموختهٔ «آکادمی مرکزی موسیقی چین» و همچنین «دانشگاه هنر توکیو» است و نخستین ساز آرخوی خود را در سن هفت سالگی که مصادف با سال‌های آغازین انقلاب فرهنگی چین بود، هدیه گرفت. پنگ فانگ در سن ۱۶ سالگی با برادرش به شهر پکن رفت تا این ساز را در سطح بالاتری زیر نظر استادان مشهور آن فرا بگیرد. تحت محدودیت‌ها و فشارهای دولت چین برای شهروندان و ممنوع بودن هرگونه موسیقی سنتی در آن کشور، او مجبور شد در سال ۱۹۸۸ چین را ترک کرده و به ژاپن برود. در آنجا بود که آهنگساز ژاپنی «کاتسوهیسا هاتوری» شیفتهٔ استعداد و قدرت نوازندگی‌اش شد و از وی دعوت به همکاری کرد.
پنگ فانگ در سال ۱۹۹۷ میلادی، اجرایی موفقیت‌آمیز در تالار کارنگی نیویورک داشت و سپس در سال ۱۹۹۸، آلبوم موسیقی «رودخانه» را به بازار عرضه کرد که به سبب کیفیت بالای آثار ارائه شده در آن، مورد توجه و تمجید هنردوستان و منتقدان واقع شد. یک سال بعد، آلبوم دومش «رنگین کمان» را منتشر کرد که موفقیتش حتی بیشتر از آلبوم اول بود. آلبوم سومش نیز با نام «دوردست‌ها…» در سال ۲۰۰۱ میلادی به بازار آمد که تک‌نوازی‌های پیانوی آن را «نائویوکی اوندا» انجام داده بود. تا سال ۲۰۱۶ میلادی، او در مجموع، ۱۶ آلبوم موسیقی به بازار عرضه کرده‌است.